# 문정
문정(文丁)은 상나라의 29대 군주이다. 태정(太丁)으로도 불리고 이름은 탁(托)이고, 제을, 비간, 기자의 아버지이다.

## 개요
죽서기년에 의하면 수도는 은(殷) 또는 매(沬)였다.
재위 2년에 주의 제후 계력이 연경(燕京)에서 융족을 공격했으나 패하였다.
재위 3년에 원수(洹水)가 메말랐다.
재위 4년에 계력은 재차 융족을 공격해 여무(余无)에서 승리하였다.
재위 7년에 계력은 호(呼)에서 융족을 공격해 또다시 승리하였다.
7년 후에 계력은 융족을 예도(翳徒)에서 격퇴하고 세 명의 장수를 사로잡았으며 문정에게 승리를 보고하였다. 그러나 주의 세력이 커지는 것을 걱정하던 문정은 계력에게 승리에 대한 보상으로 많은 보물을 하사하였고 새고(塞庫)로 그를 보냈다. 그 후 문정은 계력을 새고에 감금해 죽였다.